# Varsi

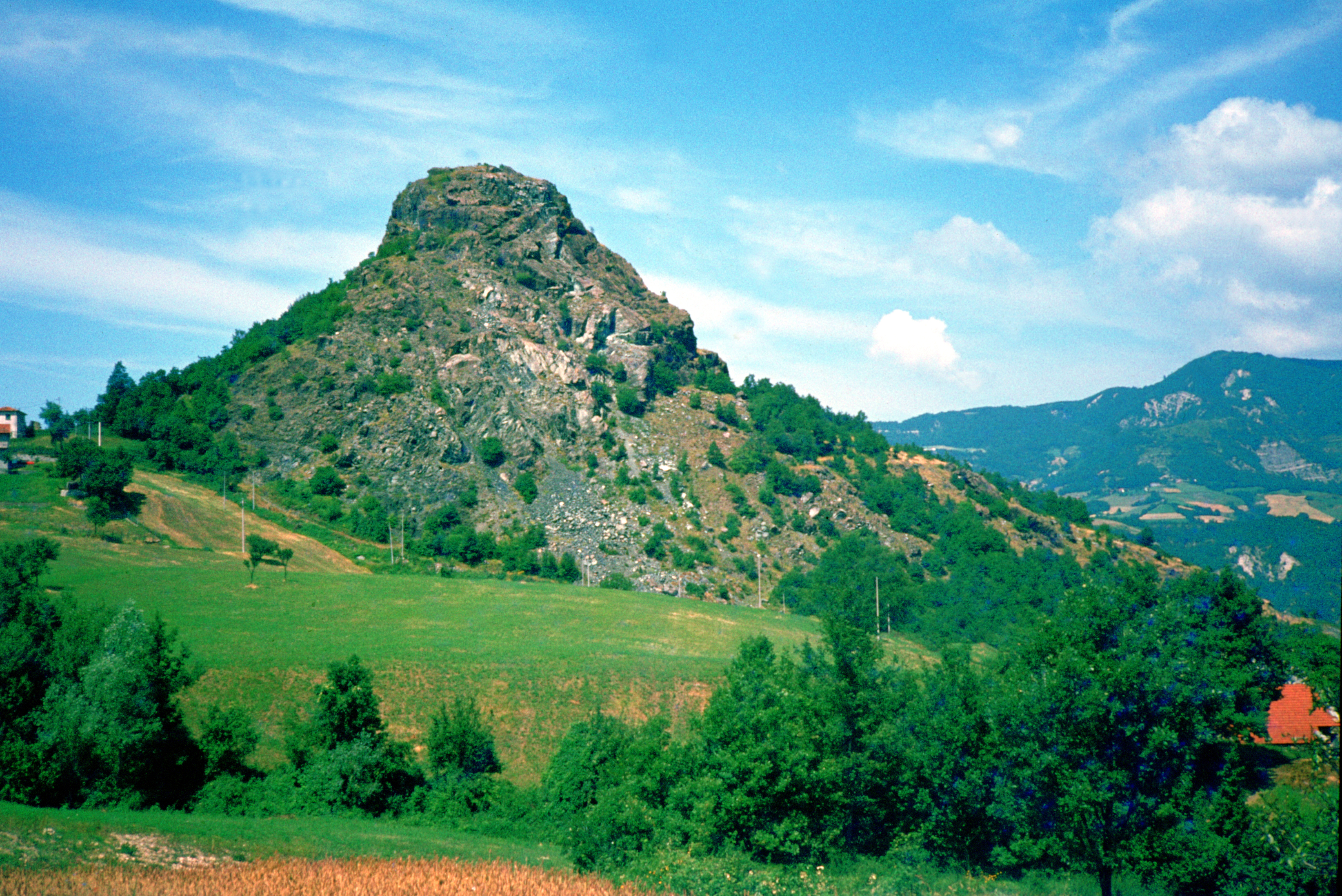
Der Groppa Rocca bei Varsi

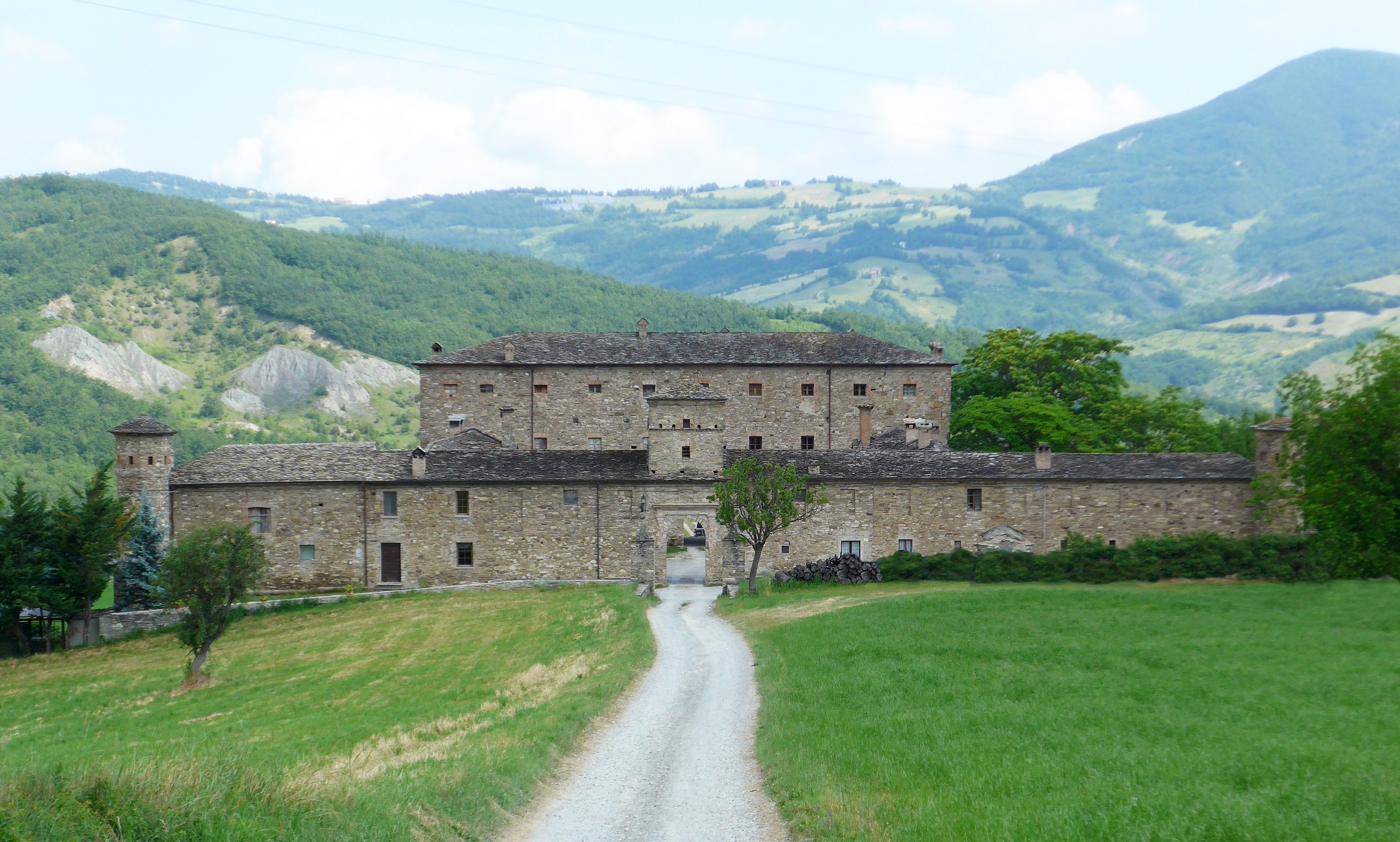
Castello di Golaso

Varsi ist eine italienische Gemeinde (comune) mit 1131 Einwohnern (Stand 31. Dezember 2023) in der Provinz Parma in der Emilia-Romagna. Die Gemeinde liegt etwa 41,5 Kilometer westsüdwestlich von Parma und gehört zur Comunità Montana Valli del Taro e del Ceno.
Im Norden der Gemeinde fließt der Ceno, im Süden bildet die Pessola die Gemeindegrenze.
Im Gemeindegebiet, wenige Kilometer nordöstlich des Gemeindezentrums, befindet sich das Castello di Golaso, ein mittelalterlicher Burgkomplex.